# Bernardo Polo

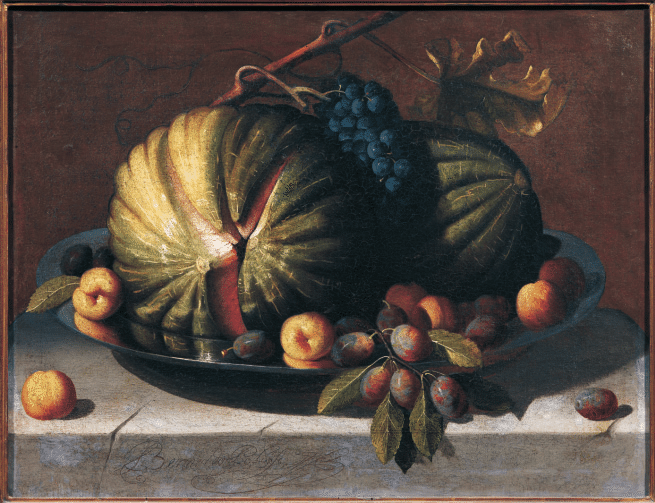
Salvilla con melones, uvas, albaricoques y ciruelas, óleo sobre lienzo, 43 x 56 cm, presumiblemente recortado. Firmado «Bernardo Polo fc». Colección particular.

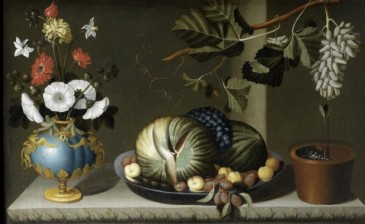
Jarrón de flores con un plato de peltre con melón, uvas y albaricoques, y un racimo de uva sobre una mesa de piedra, óleo sobre lienzo, 73,2 x 112 cm, Bonhams.

Bernardo Polo fue un pintor barroco español activo en Zaragoza en el siglo XVII, especializado en bodegones de frutas y flores.
A Bernardo Polo, documentado en Zaragoza entre 1643 y 1669, lo recuerda Antonio Palomino en una relación de pintores de la «ínclita ciudad de Zaragoza» que, si bien no destacaron como pintores en lo general, sí lo hicieron en algún aspecto particular:

como en retratos Asensio, en flores Polo, en países Pertús, en batallas Rabiella, y en arquitecturas y ornatos Francisco Plano, que aseguran, no le hacían ventaja los célebres boloñeses Colona y Mitelli.

También como pintor de flores y frutas por el natural le citaba Ceán Bermúdez, cuyos lienzos, decía, «se conservan en los gabinetes de los aficionados» tanto en Zaragoza como en Madrid. Sin embargo, solo en los últimos años ha sido posible identificar algunas de sus obras. En 1995 William B. Jordan y Peter Cherry abogaron por atribuir a un maestro español, entonces todavía anónimo, un conjunto de obras que investigadores italianos atribuían a un artista de ese país de comienzos del siglo XVII, autor de una producción muy abundante y al que se conocía como Maestro del Frutero Lombardo por una obra conservada en la colección Lorenzelli de Bérgamo, rebautizado por ellos como Pseudo-Hiepes. La aparición en colección privada de un cuadro con dos melones en un plato, un racimo de uvas, ciruelas y albaricoques, firmado y rubricado Bernardo Polo fe. en la repisa de piedra sobre la que reposan los objetos de naturaleza muerta, llevó a William B. Jordan a reconocer en el Maestro del Frutero Lombardo —o Pseudo-Hiepes— a Bernardo Polo, bien conocido por las fuentes literarias pero del que ninguna obra firmada existía hasta entonces. Característica del pintor serían, entre otras, esas repisas de piedra aisladas y con grietas y fisuras, junto con la fuerte iluminación que cae en diagonal desde el ángulo superior izquierdo y la repetición de las piezas de vajilla en algunas obas con él relacionadas.
Aunque Palomino, en nota al margen, decía que murió hacia 1700, y se ha supuesto por ello que su vida artística se desarrollase en la segunda mitad del siglo XVII, la presencia de cuatro naturalezas muertas «originales de Bernardo» en el inventario de los bienes de Francisco Arguillur, canónigo del Pilar, fechado en 1655 y, sobre todo, unos versos encomiásticos de Juan de Moncayo, incluidos en su Poema trágico de Atalanta, y Hipomenes, editado en 1656, indican que disfrutaba ya de fama como pintor de frutas y flores al llegar a la mitad del siglo XVII:

Si este en bultos formar sabrá oficioso,
Quanto a la luz visible resplandece,
Bernardo Polo, en todo glorioso,
No con menos aplausos permanece:
Tanto en líneas, y tintas primoroso
Del Arte los realces engrandece,
Que en sus frutas, y flores la pintura
En todos los sentidos las figura.

De su biografía apenas se conocen algunos datos sueltos. La primera noticia documental es su firma como testigo del testamento dictado el 21 de junio de 1643 por Vicente Tió, parroquiano de la zaragozana iglesia de San Miguel de los Navarros y otro de los pintores elogiado por Moncayo, en su caso como retratista. En febrero de 1666 contrató con los canónigos de la Seo de Zaragoza Antonio de Segovia y José Martínez la pintura al temple del monumento de Semana Santa hecho por el escultor Pedro Salado. La pintura, según las pormenorizadas indicaciones del contrato, debía consistir básicamente en florones, arquitecturas fingidas y columnas salomónicas revestidas de pámpanos. En 1668 se le registra en Zaragoza casado con Luisa Pérez de León. En 1669, por último, firmó un nuevo recibo por la pintura del monumento de la Seo.
Bodegones de Bernardo Polo se documentan también en el inventario de la dote de Cecilia Fernández de Híjar, marquesa de Lierta, casada en 1702 con José Fuenbuena, que incluía una relación de más de trescientas pinturas, entre ellas «Cuatro fruteros con listones dorados, de Bernardo Polo, a 6 libras cada uno» y «cuatro floreros con marcos negros, del mismo», valorados estos en 16 libras. Pero la colección podría haberse formado años antes y haber llegado a Cecilia Fernández con la herencia del conde de San Clemente.